# Венская монетная конвенция
Венская монетная конвенция (нем. Wiener Münzvertrag) или Немецкая монетная конвенция была подписана 24 января 1857 года в Вене между германским таможенным союзом и Австрийской империей с целью унификации своих денежных систем. Основной денежной единицей монетного союза стал союзный талер (нем. Vereinsthaler).

## Предпосылки подписания
После революции 1848—1849 годов в Пруссии её влияние на государства Германского союза было значительно ослаблено. На этом фоне Австрия стала требовать полноценного участия в германском таможенном союзе, что ещё более ослабило бы степень влияния Пруссия. В 1854 году был согласован компромиссный договор, согласно которому предполагалось создание общей монетной системы между Австрией и германским таможенным союзом. В ходе переговоров представители Австрии настаивали на введении золотого стандарта. Это предложение было категорически отвергнуто большинством германских государств, так как ослабляло их местную валюту. Для Пруссии, чей талер был основной денежной единицей таможенного союза, введение золотого стандарта было крайне невыгодным. В результате в 1857 году была подписана Венская монетная конвенция, которая унифицировала валюты стран Южно-Германского монетного союза, стран-участниц Дрезденской конвенции и Австрии.
Одним из главных инициаторов подписания договора и объединения монетных систем был министр финансов Австрии Карл Людвиг фон Брук.

## Основные положения конвенции
Государства, входившие в Дрезденскую монетную конвенцию (наиболее значимыми среди них были Пруссия, Саксония, Ганновер и Гессен), использовали в качестве основной денежной единицы двойной талер. Из одной кёльнской марки (233,855 г) чистого серебра чеканили 7 двойных талеров. В государствах Южно-Германского монетного союза (Баварии, Вюртемберге, Нассау, Бадене, Гессене, Франкфурте и др.) из кёльнской марки выпускали 24,5 гульдена. Между талером и гульденом установился чёткий обменный курс: 2 талера приравнивались к 3,5 гульденам.
Согласно Венской монетной конвенции, основной весовой единицей для стран-участниц конвенции вместо кёльнской марки становился «таможенный фунт» (нем. Zollpfund) равный 500 граммам. Для стран Дрезденской монетной конвенции устанавливалась монетная стопа в 30 талеров из одного таможенного фунта, для Южно-Германского монетного союза — 52,5 гульдена, для Австрии — 45 гульденов. Подписание этого договора означало незначительное обесценивание двух немецких денежных единиц (на 0,22 %) при сохранении обменного курса — 2 талера = 3,5 гульдена. При этом австрийский гульден обесценился на 5,22 %. Одновременно Австрия перешла на десятичную монетную систему, 1 гульден стал равен 100 крейцерам.
В результате подписания Венской монетной конвенции основной денежной единицей союза стал союзный талер (нем. Vereinsthaler) со следующими зафиксированными соотношениями: 1 союзный талер = 1,5 австрийских гульдена = 1 3/4 южногерманских гульдена.
Кроме этого конвенцией предусматривался выпуск золотых монет — союзных крон и полукрон (50 и 100 из одного таможенного фунта). Обязательный курс для обмена кроны на талеры и гульдены введён не был. Он зависел от рыночных соотношений цен на золото и серебро. В результате золотые монеты в государствах-участниках венской монетной конвенции не получили широкого распространения, а их тиражи были незначительными.

## Влияние конвенции на развитие германских государств и Австрии
Подписание Венской конвенции вызвало целый ряд экономических последствий. Большая часть торговых расчётов, как в Южной Германии, так и в Австрии стала производиться в союзных талерах. Прусские талеры, отчеканенные до 1857 года, по сути соответствовали новым союзным талерам и вместе с ними стали основной денежной единицей для всех германских государств. Это привело к тому, что южногерманские государства стали чеканить более 90 % союзных талеров и менее 10 % местных гульденов, в то время как до 1857 года соотношение было обратным. По сути это означало переход из одного монетного союза в другой. Даже Австрия выпустила наравне с гульденами значительный тираж талеров. Таким образом, Венская монетная конвенция усилила влияние Пруссии и уменьшила Австрии.
После поражения в австро-прусской войне в 1866 году Австрия вышла из Венской конвенции и присоединилась к Латинскому монетному союзу. После победы во франко-прусской войне и объединения германских государств в единую Германскую империю Венская монетная конвенция утратила своё значение. В 1871 году объединённая Германия приняла золотой стандарт и ввела новую денежную единицу — марку.

## Денежные системы германских государств после подписания конвенции
| Государство/Территория                                                     | Статус                                                             | Денежная система к 1871 году                                       |
| Системы, основанные на талере Венской монетной конвенции 1857 года         | Системы, основанные на талере Венской монетной конвенции 1857 года | Системы, основанные на талере Венской монетной конвенции 1857 года |
| -------------------------------------------------------------------------- | ------------------------------------------------------------------ | ------------------------------------------------------------------ |
| Пруссия                                                                    | Королевство                                                        | 1 талер = 30 грошей (зильбергрошенов) = 360 пфеннигов              |
| Саксония                                                                   | Королевство                                                        | 1 талер = 30 грошей (нойгрошенов) = 300 пфеннигов                  |
| Мекленбург-Стрелиц                                                         | Великое герцогство                                                 | 1 талер = 30 грошей = ?                                            |
| Ольденбург                                                                 | Великое герцогство                                                 | 1 талер = 30 грошей = 360 пфеннигов (шваренов)                     |
| Саксен-Веймар-Эйзенах                                                      | Великое герцогство                                                 | 1 талер = 30 грошей = 360 пфеннигов                                |
| Анхальт                                                                    | Герцогство                                                         | 1 талер = 30 грошей = 360 пфеннигов                                |
| Брауншвейг                                                                 | Герцогство                                                         | 1 талер = 30 грошей = 300 пфеннигов                                |
| Саксен-Альтенбург                                                          | Герцогство                                                         | 1 талер = 30 грошей = 300 пфеннигов                                |
| Саксен-Лауэнбург                                                           | Герцогство                                                         | 1 талер = 30 грошей = 360 пфеннигов                                |
| Вальдек                                                                    | Княжество                                                          | 1 талер = 30 грошей = 360 пфеннигов                                |
| Липпе                                                                      | Княжество                                                          | 1 талер = 30 грошей = 360 пфеннигов                                |
| Рёйсс младшей линии                                                        | Княжество                                                          | 1 талер = 30 грошей = 360 пфеннигов                                |
| Рёйсс старшей линии                                                        | Княжество                                                          | 1 талер = 30 грошей = 360 пфеннигов                                |
| Шаумбург-Липпе                                                             | Княжество                                                          | 1 талер = 30 грошей = 360 пфеннигов                                |
| Шварцбург-Зондерсхаузен                                                    | Княжество                                                          | 1 талер = 30 грошей = 360 пфеннигов                                |
| Системы, основанные на гульдене Южно-Германского монетного союза 1837 года |                                                                    |                                                                    |
| Бавария                                                                    | Королевство                                                        | 1 гульден = 60 крейцеров                                           |
| Вюртемберг                                                                 | Королевство                                                        | 1 гульден = 60 крейцеров                                           |
| Баден                                                                      | Великое герцогство                                                 | 1 гульден = 60 крейцеров                                           |
| Смешанные системы (1 талер = 1 3⁄4 гульдена)                               |                                                                    |                                                                    |
| Гессен                                                                     | Великое герцогство                                                 | 1 талер = 105 крейцеров                                            |
| Мекленбург-Шверин                                                          | Великое герцогство                                                 | 1 талер = 48 шиллингов = 576 пфеннигов                             |
| Саксен-Кобург-Гота                                                         | Герцогство                                                         | 1 талер = 1 3⁄4 гульдена = 105 крейцеров                           |
| Саксен-Мейнинген                                                           | Герцогство                                                         | 1 талер = 1 3⁄4 гульдена = 105 крейцеров                           |
| Шварцбург-Рудольштадт                                                      | Княжество                                                          | 1 талер = 105 крейцеров                                            |
| Прочие системы                                                             |                                                                    |                                                                    |
| Гамбург                                                                    | Вольный город                                                      | 1 гамбургская марка = 16 шиллингов = 192 пфеннига                  |
| Любек                                                                      | Вольный город                                                      | 1 любекская марка = 16 шиллингов = 192 пфеннига                    |
| Бремен                                                                     | Вольный город                                                      | 1 бременский талер = ?                                             |
| Эльзас-Лотарингия                                                          | Имперская земля                                                    | 1 французский франк = 100 сантимов                                 |
| Примечания                                                                 |                                                                    |                                                                    |
| 1. 2. 3. 4.                                                                |                                                                    |                                                                    |